# Gillis Rombouts
Gillis Rombouts (Haarlem, 1630 – Haarlem, 1672), holland festő, a holland festészet aranykorának kiemelkedő alakja.
Rombouts főleg tájképeket festett, különböző évszakokban ábrázolva azokat, valamint építészeti témájú festményeket és zsánerképeket is. Tájképei rokonságot mutatnak kortársai, Jacob van Ruisdael és Meindert Hobbema munkáival. Fia, Salomon Rombouts folytatta apja munkásságát.
Haarlemben hunyt el, az ottani Gasthuiskerkhof temetőben helyezték örök nyugalomra 1672. február 25-én.

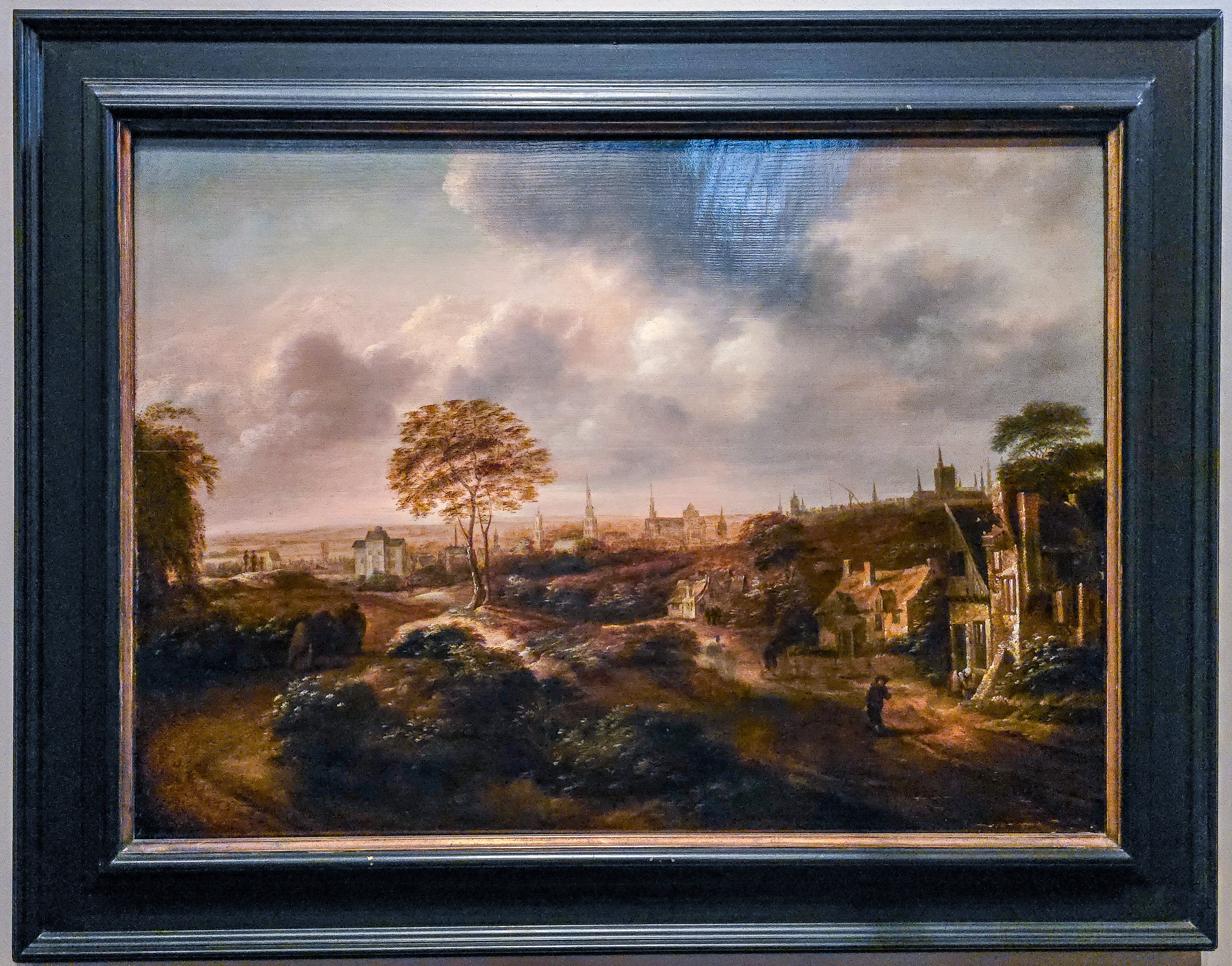
Brüsszeli panoráma; Rombouts festménye a Brüsszeli Városi Múzeumban

## Fordítás
Ez a szócikk részben vagy egészben  a   Gillis Rombouts című holland Wikipédia-szócikk ezen változatának fordításán alapul.  Az eredeti cikk szerkesztőit annak laptörténete sorolja fel. Ez a jelzés csupán a megfogalmazás eredetét és a szerzői jogokat jelzi, nem szolgál a cikkben szereplő információk forrásmegjelöléseként.